# Fiat BR.20
El Fiat BR.20 Cicogna («cigüeña» en italiano) fue un bombardero medio bimotor italiano diseñado por el ingeniero Celestino Rosatelli y construido en Turin por la firma aeronáutica Fiat Aviazione ,  que sirvió en la Regia Aeronáutica, participando en la Guerra Civil Española y en diversos frentes durante la Segunda Guerra Mundial. Tiene la distinción de ser el primer bombardero italiano totalmente metálico en entrar en servicio; en ese momento, fue considerado como uno de los bombarderos medios más modernos del mundo.

## Historia
El BR.20 tiene su origen en una solicitud de la Regia Aeronautica (Real Fuerza Aérea Italiana) emitida durante 1934 por un nuevo bombardero medio capaz de altas velocidades, largo alcance y carga útil, fiabilidad y características de vuelo satisfactorias en comparación con los modelos contemporáneos. Entre las empresas que optaron por responder estaba Fiat Aviazione, que completó su diseño para la competición durante 1935. Puesto en vuelo por primera vez desde el aeródromo de la compañía Fiat en Turín el 10 de febrero de 1936, con Enrico Rolandi a los mandos, el prototipo (matriculado MM.274) del Fiat BR.20 Cicogna causó desde un principio una impresión favorable. Las pruebas de vuelo se realizaron a un ritmo rápido; durante septiembre de 1936, comenzaron las entregas iniciales del tipo a la Regia Aeronautica.
Durante el verano de 1937, el BR.20 recibió su bautismo de fuego cuando los primeros seis ejemplares recibidos encuadrados en el 35 Gruppo Autonomo Mixto (230 y 231 squadriglia con 6 BR.20 cada una) fueron operados por la Aviazione Legionaria realizando incursiones diurnas y nocturnas sobre los frentes de Teruel y del Ebro durante la guerra civil española; el BR.20 llegó a formar parte de las operaciones de bombardeo de los sublevados, junto con los  Heinkel He 111 de fabricación alemana, y Savoia SM.81 , aunque dado su pequeño número (12/13 ejemplares) su actuación, no fue especialmente relevante. 
También los 85 ejemplares comprados por los japoneses y conocidos como Tipo I fueron utilizados en combate a `partir de 1937 con relativo éxito durante la segunda guerra sino-japonesa. bombardeando puertos y ciudades de zonas costeras chinas.
Durante 1939, una versión del BR.20 de largo alcance modificada (designada BR.20L) y bautizada Santo Francesco, bajo el control de Maner Lualdi, realizó un vuelo sin escalas muy publicitado desde Roma a Addis Abeba, Abisinia (en aquella época colonia italiana).
Tras la entrada de Italia en la Segunda Guerra Mundial el 10 de junio de 1940, el BR.20 sirvió como el bombardero medio estándar de la Regia Aeronautica; sin embargo, en ese momento, el modelo ya se acercaba a la obsolescencia. Para 1942, el avión se usaba principalmente en patrullas de reconocimiento marítimo y entrenamiento operativo de tripulaciones de bombarderos. El BR.20 se fabricó desde mediados de la década de 1930 con más de 500 aparatos producidos antes del final de la guerra.

## Diseño y desarrollo

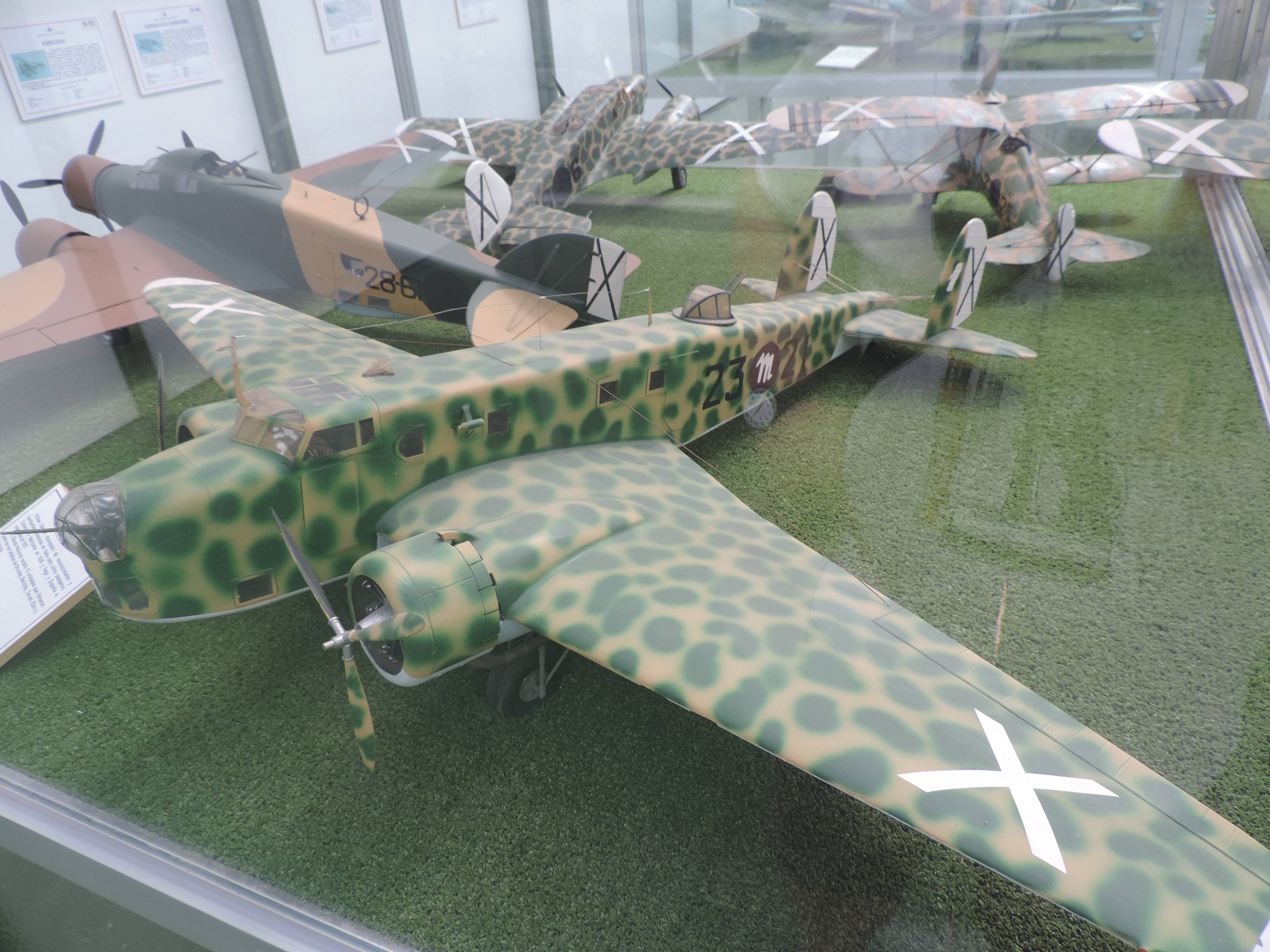
Maqueta de un BR.20 en el Museo del Aire (España).

El BR.20 era un monoplano de ala baja cantilever, cuyo fuselaje de costados planos estaba revestido en dural y tela. El ala tenía revestimiento metálico, mientras que la unidad de cola, enteramente entelada, presentaba dos derivas y timones de dirección. Los aterrizadores principales se retraían hacia atrás hasta escamotearse en las góndolas de los motores, dejando las ruedas parcialmente expuestas, y la rueda fija de cola disponía de un elegante carenado aerodinámico. En el morro se encontraba una torreta de accionamiento manual, situada sobre la sección transparente del navegante/bombardero. Piloto y copiloto se acomodaban lado a lado en una cabina cerrada situada en posición delantera del borde de ataque alar. La bodega de bombas, capaz para una carga de 1600 kg, estaba situada entre la cabina y el compartimento del operador de radio. Una torreta dorsal retráctil tipo DR (sustituida por una MI de accionamiento hidráulico a partir del 21.er ejemplar de serie) y un puesto de tiro ventral completaban el dispositivo defensivo.
En la primavera de 1937 aparecieron dos transportes civiles especiales de largo alcance BR.20A; estos incorporaban morros redondeados, se les desmontó el equipo militar y con la superficie inferior del fuselaje sin escalonar como en las versiones de bombardeo. Fueron construidos expresamente para tomar parte en la prestigiosa carrera aérea Istres-Damasco, en la que sólo alcanzaron las posiciones sexta y séptima. Se construyó otro BR.20 desmilitarizado, el BR.20L Santo Francesco, que voló por primera vez a principios de 1939. La sección de proa había sido alargada y mejorada aerodinámicamente y, con depósitos adicionales de combustible, realizó un vuelo muy publicitado sin escalas de Roma a Adís Abeba, Abisinia (en aquella época colonia italiana), el 6 de marzo de 1939; con una tripulación de tres hombres, comandados por Maner Lualdi, obtuvo una velocidad media de 404 km/h.

### Últimas versiones

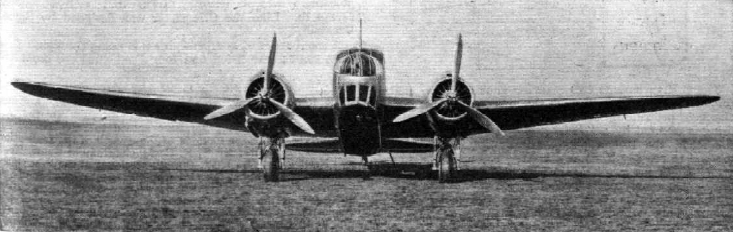
BR.20 de la Regia Aeronautica en 1938.

Entre las versiones experimentales evaluadas se encuentra el BR.20C, equipado con un cañón fijo semiautomático de 37 mm en el morro, y otro BR.20 probado en vuelo con tren de aterrizaje triciclo, conversión probablemente efectuada por Agusta.
La última versión en entrar en producción fue el BR.20bis, un avión completamente rediseñado con morro redondeado y extensamente acristalado, perfil de fuselaje muy mejorado, rueda de cola retráctil y empenajes puntiagudos. Las principales mejoras residían, empero, en la planta motriz y el armamento defensivo. Entre marzo y julio de 1943, se construyeron quince BR.20bis, de los que no se tienen datos sobre su actividad operativa. Sus dos motores radiales Fiat A.82 RC42 que, con una potencia normal de 932 kW (1250 hp), permitían una velocidad máxima de 460 km/h y un techo de vuelo de 9200 m. En comparación con el BR.20M, las dimensiones generales del BR.20bis eran ligeramente superiores, y el peso máximo al despegue había crecido hasta los 11 500 kg. Los puestos de tiro de proa y ventral conservaron sus ametralladoras de 7,70 mm, pero se instalaron armas del mismo calibre tirando a través de puestos laterales a cada lado del fuselaje, además de una ametralladora Breda-SAFAT de 12,7 mm en una torreta dorsal Breda Tipo V de accionamiento hidráulico.

## Historia operacional

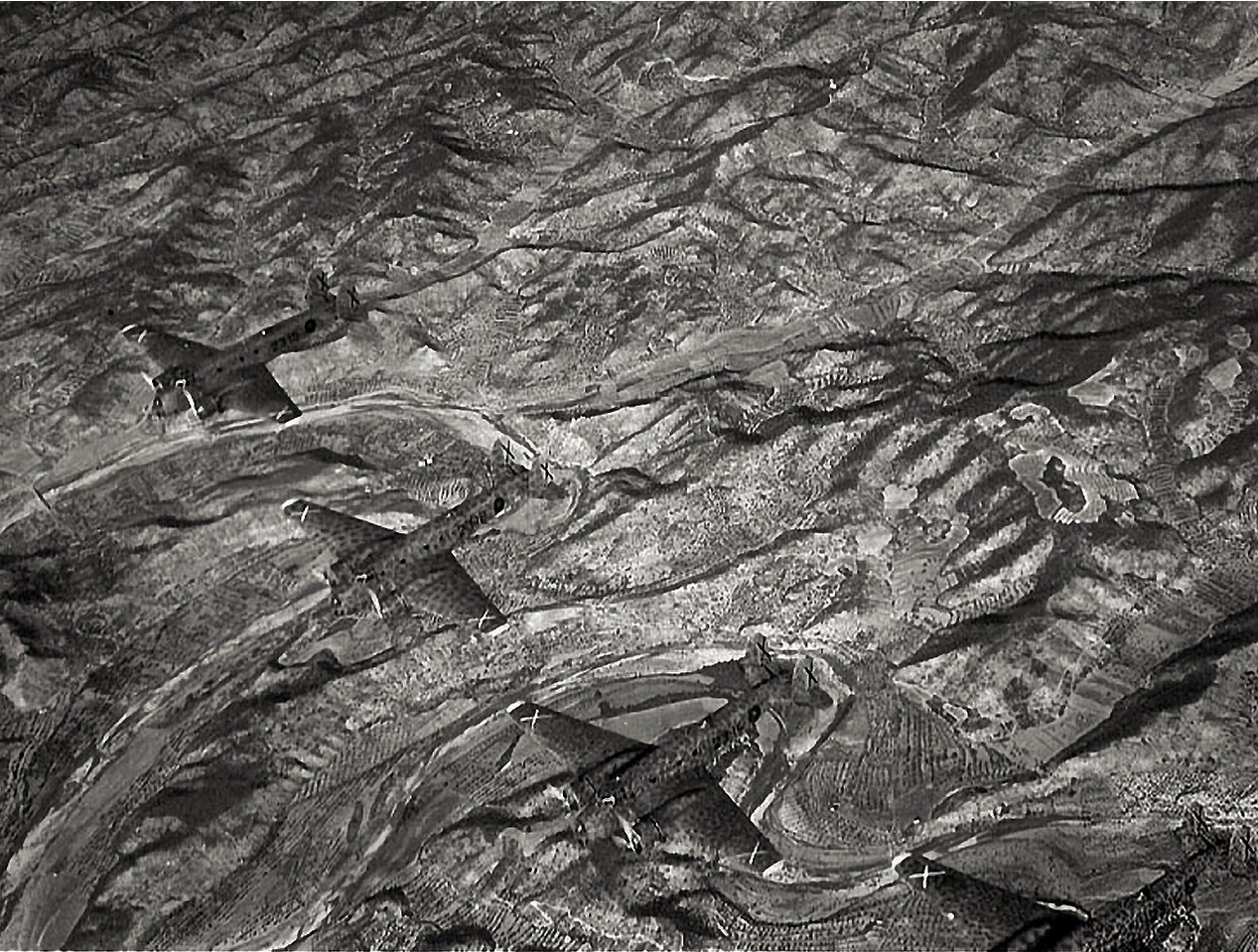
Una formación de Fiat BR.20, junio de 1937. Obsérvese el camuflaje que se funde con el suelo debajo

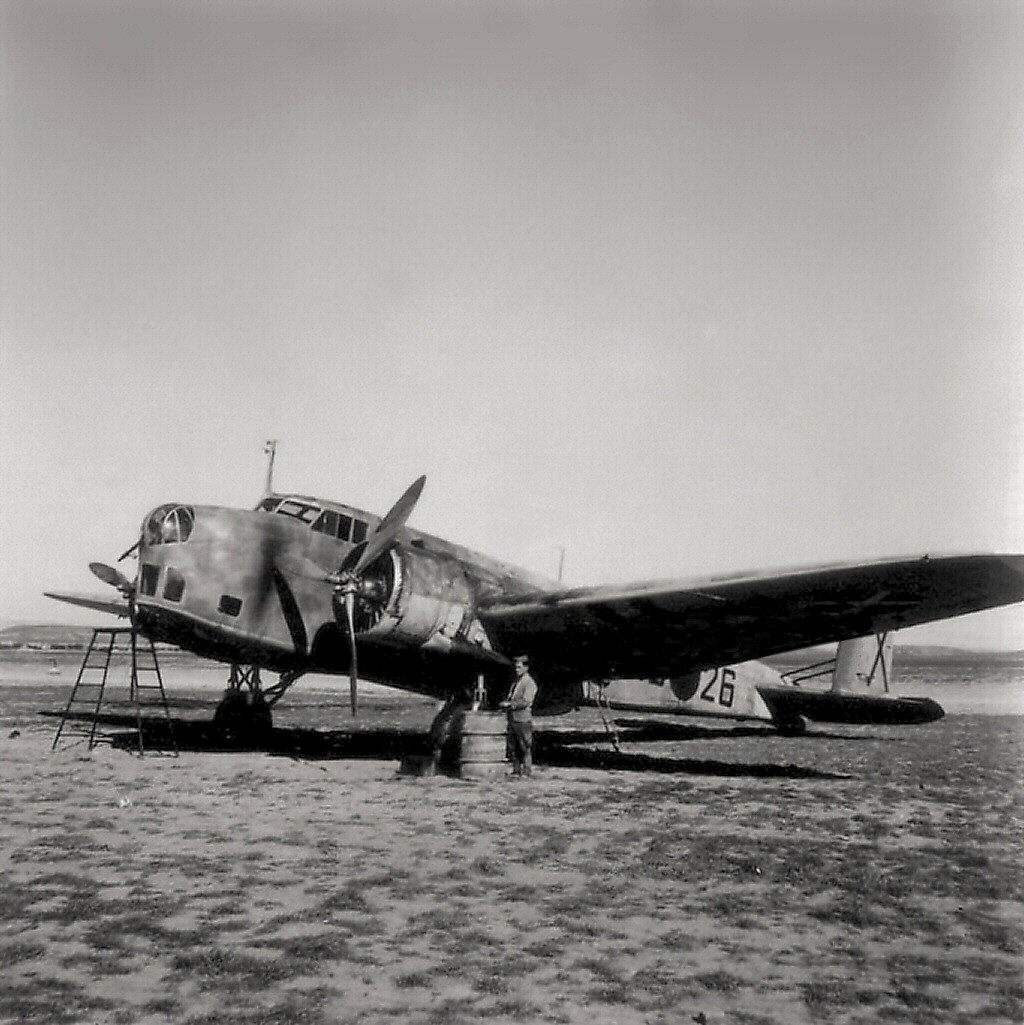
Fiat BR.20 de la "Aviazione Legionaria"

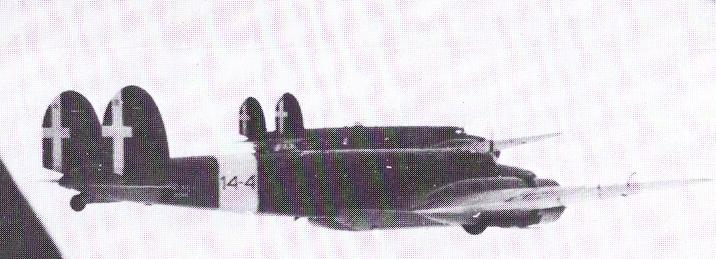
Bombarderos Fiat BR.20 en vuelo

La primera unidad en ser equipada con el bombardero BR.20 fue el 13.er Stormo Bombardamento Terrestre con base en Lonate Pozzolo, en el otoño de 1936. El modelo BR.20 inicial permaneció en producción hasta febrero de 1940, fecha en que se habían producido un total de 233 ejemplares. 

### Operadores extranjeros
En 1937, al inicio de la segunda guerra sino-japonesa el Servicio Aéreo del Ejército Imperial Japonés precisaba de un buen bombardero de largo alcance para sustituir a los muy anticuados Mitsubishi Ki-1. El sustituto de la firma nipona, el Mitsubishi Ki-21, aún no estaba operativo, y se buscaba un modelo interino hasta su entrada en servicio definitiva. A finales de 1937 se llegó al acuerdo por la compra de 75 aparatos (algunas fuentes indican 72), que posteriormente se ampliarían en 10 unidades más, hasta un total de 85, más una cierta cantidad de repuestos, incluidos 28 motores Fiat A.80. El monto total de la operación rondaba los 230 millones de liras, lo que lo convertía en el mayor negocio de venta de aviones por parte de Italia en su historia. Los Fiat BR.20 japoneses, designados Bombardero pesado del Ejército Tipo I, estuvieron inicialmente basados en zonas costeras chinas y empleados en ataques contra ciudades del interior de la República de China. Posteriormente fueron usados en el incidente fronterizo de Nomonhan o Batalla de Jaljin Gol contra el Ejército Rojo . Según los informes de la Fuerza Aérea del Ejército Imperial japonés, el BR.20 no se demostró especialmente eficaz y, en cuanto estuvo disponible el largamente esperado Ki-21, los Fiat supervivientes fueron retirados del servicio activo, pero aun así, se le adjudicó el nombre en código aliado de "Ruth".
Un único BR.20 fue vendido a Venezuela en 1938 y continuó en servicio hasta 1942, cuando un fallo de motor y la falta de piezas de repuesto obligaron a su retirada. Finalmente se desechó en 1946.

### guerra civil española
Trece ejemplares fueron empleados por la Aviazione Legionaria (Aviación Legionaria) italiana durante este conflicto, encuadrados en el XXXV Grupo Autónomo Mixto. Los seis primeros llegaron en el verano de 1937 y tomaron parte en incursiones diurnas y nocturnas en la Batalla de Teruel y la Batalla del Ebro, atacando concentraciones de tropas y vehículos, así como también ciudades de la retaguardia republicana. 
Nueve aparatos sobrevivieron al conflicto y participaron en la parada que tuvo lugar en el aeródromo de Barajas (Madrid) el 12 de mayo de 1939. Cuando el personal italiano fue repatriado al finalizar la guerra, los BR.20 fueron transferidos al Ejército del Aire de España.

### Segunda Guerra Mundial
Cuando Italia entró en la II Guerra Mundial el 10 de junio de 1940, entró en producción una nueva versión del diseño básico, conocida como BR.20M (M por Modificato). Difería del BR.20 original en su sección de proa de diseño completamente nuevo y en su perfil de líneas mucho más suaves. En conjunto se construyeron 264 ejemplares del BR.20M, cuya producción cesó en la primavera de 1942.
En junio de 1940, los Fiat BR.20 en servicio con la Regia Aeronautica totalizaban 172 aparatos, más otros 47 en reserva o sometidos a reparación. Estos bombarderos tomaron parte en la breve campaña contra Francia, que duró hasta el 23 de junio de 1940. Posteriormente, ochenta BR.20M recién salidos de fábrica fueron encuadrados en los Stormi números 13 y 43 y enviados a Bélgica para participar en las operaciones italianas contra Gran Bretaña, integrados en el Corpo Aereo Italiano. Los BR.20M entraron en acción en incursiones diurnas y nocturnas contra las instalaciones portuarias de Harwich y Ramsgate y contra el centro industrial de Ipswich, sufriendo gran número de bajas. En diciembre de 1940 fueron retirados de Bélgica y devueltos a Italia.
Cuando, en septiembre de 1943, se firmó el armisticio entre Italia y los Aliados, unos ochenta BR.20 seguían encuadrados en unidades de primera línea destacadas en Italia, Yugoslavia, Albania y Grecia, aunque por la época gran número de ejemplares supervivientes estaban asignados a las escuelas de entrenamiento de tripulaciones de bombarderos. Durante los últimos años del conflicto, muy pocos BR.20 permanecían en estado de vuelo, la mayoría desempeñando funciones de escuela y transporte.

## Variantes
BR.20
Modelo de producción inicial, 233 construidos.
BR.20A
Conversión desmilitarizada de dos BR.20 para carreras aéreas.
BR.20L
Versión civil de largo alcance, uno construido.
BR.20M
Versión de bombardeo mejorada con morro alargado, 264 producidos.
BR.20C
Un único avión convertido por Agusta equipado con un cañón de 37 mm en morro revisado.
BR.20bis
Rediseño importante con motores más potentes (dos Fiat A.82 RC.42 de 932 kW (1250 hp) cada uno), dimensiones aumentadas y nuevo morro totalmente acristalado.

## Operadores
República de China
- Fuerza Aérea de la República de China: un único BR.20 capturado entró en servicio en 1939.[15]

 Estado Independiente de Croacia
- Fuerza Aérea del Estado Independiente de Croacia

 Estado español
- Ejército del Aire

 Reino de Hungría (1920-1946)
- Real Fuerza Aérea Húngara

 Reino de Italia
- Regia Aeronautica
- Aviazione Legionaria
- Aeronautica Cobeligerante Italiana

 República Social Italiana
- Aeronáutica Nacional Republicana

 Japón
- Servicio Aéreo del Ejército Imperial Japonés

 Venezuela
- Aviación Militar Venezolana: un único BR.20 fue vendido a Venezuela.[14]

## Especificaciones (BR.20)
Referencia datos: Enciclopedia Ilustrada de la Aviación Vol.7, págs. 1779-80, Edit. Delta, Barcelona 1982 ISBN 84-85822-65-X

### Características generales
- Tripulación: 5
- Longitud: 16,10 m
- Envergadura: 21,56 m
- Altura: 4,30 m
- Superficie alar: 74 m²
- Peso vacío: (equipado) 6400 kg
- Peso máximo al despegue: (despegue) 9900 kg
- Planta motriz: 2× radial de 18 cilindros  en doble hilera, turbocargado y enfriado por aire Fiat.A.80 R.C.41.
  - Potencia: 746 kW (1029 HP; 1014 CV) cada uno.
- Hélices: Tripala metálica de paso variable

### Rendimiento
- Velocidad nunca excedida (Vne): 430 km/h a 5000 m
- Alcance: (máx.) 3000 km
- Techo de vuelo: 9000 m

### Armamento
- Ametralladoras: 3× Breda-SAFAT cal. 12,7 mm en posiciones de proa, dorsal y ventral
- Bombas: Hasta 1600 kg

## Aeronaves relacionadas

### Aeronaves similares
- Dornier Do 17
- Junkers Ju 86
- Douglas B-18 Bolo
- Martin B-10
- Bloch MB.210
- Mitsubishi G3M
- Mitsubishi Ki-21
- Vickers Wellington
- Ilyushin DB-3

### Secuencias de designación
- Secuencia B.R._ (Bombardieri (bombardero) Rosatelli, interna de Fiat): ← B.R.2 - B.R.3 - B.R.4 - B.R.20 - B.R.G.
- Secuencia Numérica (Aeronaves del Ejército del Aire español, 1939-1945): ← 20W - 21 - 22 - 23 - 24 - 25 - 26 →
- Secuencia B._ (Aeronaves de Bombardeo del Ejército del Aire español, 1945-1954): B.1 - BV.1 - B.2 - B.3 - B.4 - B.5 - B.6 →